# Глостер Најтџар
Глостер Најтџар (енгл. Gloster Nightjar) је британски морнарички ловац. Авион је први пут полетео 1921. године. 

Највећа брзина авиона при хоризонталном лету је износила 193 km/h.
Распон крила авиона је био 8,54 метара, а дужина трупа 5,84 метара. Празан авион је имао масу од 802 kg. Нормална полетна маса износила је око 984 kg. Био је наоружан са 2 предња митраљеза калибра 7,7 милиметара Викерс.

## Наоружање
| Наоружање авиона: Глостер      |     |
| Ватрено (стрељачко) наоружање  |     |
| Топ                            |     |
| Митраљез                       |     |
| Број и ознака митраљеза        | 2   |
| Калибар                        | 7,7 |
| Бомбардерско наоружање (бомбе) |     |
| Ракетно наоружање (ракете)     |     |